# Casa di Sisto V
A chamada Casa di Sisto V é uma residência localizada na esquina da Via del Governo Vecchio com a Via dei Leutari, no rione Parione de Roma, perto da Piazza di Pasquino. Apesar do nome, o papa Sisto V provavelmente jamais viveu no local. Trata-se de uma das várias propriedades adquiridas pela família do papa, os Peretti, adquiriu neste rione graças à fortuna amealhada pelo então cardeal de Montalto della Marca e futuro papa. Esta casa foi restaurada por Domenico Fontana e destinada ao sobrinho do cardeal, Francesco Peretti, que ali viveu com sua esposa, Vittoria Accoramboni (o edifício fica de esquina para outra casa dos Peretti na Via dei Leutari). No térreo se abre um grande portal de silhares rusticados no número 84 da via, onde, através da base da luneta em ferro forjado, se pode ver uma parte do brasão dos Peretti: os três montes. A fachada apresenta ainda um mezzanino com uma diminuta varanda com parapeito em ferro e mais dois pisos de janelas arquitravadas no primeiro e emolduradas no segundo.